# Кир'якови
Кир'якови (Киріякови) — козацько-старшинський, згодом дворянський рід, засновником якого був грек Киріяк (2-га половина 17 ст.), який оселився в Опішні. Його син — Кирило Киріяченко (р. н. невід. — п. 1737) — служив у Гадяцькому полку військовим товаришем та мав селітряні промисли. До старшої гілки роду, що походить від військового товариша Івана Кириловича (1694—1771), належать: Степан Іванович (1729–79) — полковий осавул (1765); Петро Іванович (1730–84) — ковалевський сотник (1763 — імовірно, 1770); Михайло Іванович (1738—1810) –полковий суддя (1782–86); Григорій Степанович (1765 — після 1838) — перший градоначальник Одеси (1794); Михайло Михайлович (1766—1825) — перший директор Одеської митниці (1794—1804), який чимало зробив для пожвавлення економічного життя міста; Михайло Михайлович (1810–39) — агроном, журналіст, історик, колекціонер та громадський діяч, редактор «Листка общества сельских хозяев Южной России» (1837–39), автор багатьох статей з питань лісництва та фундаментальних праць: «Статистическое описание Херсонской губернии» (С.-Петербург, 1839) і «Земледельческий календарь Новороссийского края» (1839). Один із засновників Одеського товариства історії та старожитностей, нумізмат. До середньої гілки, що бере початок від ієрея Матвія Кириловича (1-ша пол. 18 ст.), належав Тимофій Прокопович Киріяк (серед. — 2-га пол. 18 ст.) — письменник, перекладач та педагог, автор «Краткой российской истории для народных училищ» (С.-Петербург, 1799) та перекладів з нім. праці Я.Штеліна «Достопамятные и любопытные сказания об императоре Петре Великом» (С.-Петербург, 1786–87) і записок прусського короля Фрідріха II «История моего времени» (С.-Петербург, 1793). Молодша гілка роду, що походила від значкового товариша Федора Кириловича (р. н. невід. — п. 1755) — швидко згасла.
Рід внесено до 2-ї та 3-ї ч. Родовідних книг Полтавської та Херсонської губерній.